# Eilema semifusca
Eilema semifusca là một loài bướm đêm thuộc phân họ Arctiinae, họ Erebidae.